# گینزل (دهانه)
گینزل یک دهانه برخوردی در ماه‌ است.

## دهانه‌های اقماری
این دهانه ۳ دهانه اقماری دارد.
| Ginzel | عرض جغرافیایی | طول جغرافیایی | قطر          |
| ------ | ------------- | ------------- | ------------ |
| H      | ۱۲.۷° N       | ۱۰۰.۱° E      | ۵۰.۰ کیلومتر |
| L      | ۱۳.۱° N       | ۹۷.۸° E       | ۲۸.۰ کیلومتر |
| G      | ۱۳.۷° N       | ۱۰۰.۲° E      | ۴۲.۰ کیلومتر |